# Splošni katalog meglic in zvezdnih kopic
Splošni katalog meglic in zvezdnih kopic (izvirno angleško General Catalogue of Nebulae and Clusters of Stars; okrajšava GC) je astronomski katalog meglic in zvezdnih kopic, ki ga je leta 1864 objavil John Herschel. Katalog so skupaj z drugimi opazovanji združili v Novi splošni katalog (NGC), ki ga je izdal Dreyer v 1880-ih. V katalogu je 5000 teles, tudi galaksije, saj jih tedaj še niso poznali. Polovico jih je opazoval William Herschel, polovico pa njegov sin John. Po Johnovi smrti so izdali dopolnilno izdajo Splošni katalog 10.300 večkratnih in dvojnih zvezd (General Catalogue of 10,300 Multiple and Double Stars).